# Бермейн Стіверн
Бе́рмейн Стіверн (англ. Bermane Stiverne; народився 1 листопада 1978, Ла Плаін, Гаїті) — канадійський боксер-професіонал, що виступав у важкій вазі. Чемпіон світу ( WBC, 2014—2015).

## Професійна кар'єра

### Стіверн проти Аріоли II
Після того, як Віталій Кличко вирішив завершити кар'єру боксера, його титул чемпіона WBC залишився вакантний. Його в бою,  що відбувся 10 травня 2014, розіграли перший та другий номери рейтингу - Бермейн Стіверн та Кріс Арреола. В шостому раунді потужнім правим боковим відправив Арреолу в нокдаун, але американець підвівся. Вже в наступній серії ударів, Арреола знову був у нокдауні. Рефері дозволив продовжити бій, але після наступних ударів Стіверна рефері зупинив бій. Бермейн Стіверн став наступним чемпіоном WBC. Вперше за багато років один із чотирьох основних поясів опинився не в сім'ї братів Кличків.

### Стіверн проти Вайлдера
Бій відбувся 17 січня 2015 року в Лас-Вегасі. На кону стояв титул чемпіона WBC, що належав Стіверну. Перед поєдинком було багато словесних перепалок між боксерами. Зокрема Стіверн ставив під сумнів рекорд суперника 32 перемоги, з яких усі нокаути. Але незважаючи на чемпіонський статус Стіверна він отримав менший гонорар ніж суперник(1 мл. у Вайлдера і 900 тис. у Стіверна). Бій відбувся під повним домінуванням американця, який був близький до дострокової перемоги. Одним з вирішальних факторів був джеб Вайлдера, який він успішно використовував. Вайлдер переміг одноголосним рішенням суддів 120-107, 119-108.118-119 . Він став першим американським чемпіоном з 2006 року.

## Таблиця боїв
| 25 Перемог (21 нокаутом, 4 за рішення суддів), 6 Поразок (4 нокаутом, 2 за рішення суддів), 1 нічия |        |                  |        |         |      |                   |                                                     |                                                                      |
| Результат                                                                                           | Рекорд | Суперник         | Спосіб | Раунд   | Час  | Дата              | Місце проведення                                    | Примітки                                                             |
| Поразка                                                                                             | 25–6–1 | Джонатан Гудрі   | UD     | 10      |      | 21 січня 2023     | Casino Miami, Маямі                                 |                                                                      |
| Поразка                                                                                             | 25–5–1 | Тревор Браян     | TKO    | 11 (12) |      | 29 січня 2021     | Seminole Hard Rock Hotel and Casino, Голлівуд       | Бій за титул «звичайного» чемпіона WBA у важкій вазі                 |
| Поразка                                                                                             | 25–4–1 | Джозеф Джойс     | TKO    | 6 (12)  |      | 23 лютого 2019    | О2 Арена, Лондон                                    | Бій за титул чемпіона Співдружності у важкій вазі                    |
| Поразка                                                                                             | 25–3–1 | Деонтей Вайлдер  | KO     | 1 (12)  | 2:59 | 4 листопада 2017  | Barclays Center, Нью-Йорк                           | Бій за титул чемпіона WBC у важкій вазі                              |
| Перемога                                                                                            | 25–2–1 | Деррік Россі     | UD     | 10      |      | 14 листопада 2015 | Хард Рок, Парадайс, Невада                          |                                                                      |
| Поразка                                                                                             | 24–2–1 | Деонтей Вайлдер  | UD     | (12)    |      | 17 січня 2015     | MGM Grand Garden Arena, Лас-Вегас, Невада           | Втратив титул чемпіона WBC у важкій вазі                             |
| Перемога                                                                                            | 24–1–1 | Кріс Арреола     | TKO    | 6 (12)  | 2:02 | 10 травня 2014    | Galen Center, Лос-Анджелес, Каліфорнія              | Виграв вакантний титул чемпіона WBC у важкій вазі                    |
| Перемога                                                                                            | 23–1–1 | Кріс Арреола     | UD     | 12      |      | 27 квітня 2013    | Citizens Business Bank Arena, Онтаріо, Каліфорнія   |                                                                      |
| Перемога                                                                                            | 22–1–1 | Віллі Геррінг    | UD     | 8       |      | 14 квітня 2012    | Miami Jai Alai Fronton, Маямі, Флорида              |                                                                      |
| Перемога                                                                                            | 21–1–1 | Рей Остін        | TKO    | 10 (12) | 0:43 | 25 червня 2011    | Family Arena, Сент-Луїс, Міссурі                    | Виграв титул чемпіона WBC Silver у важкій вазі .                     |
| Перемога                                                                                            | 20–1–1 | Кертсон Мансвелл | TKO    | 2 (10)  | 1:52 | 29 січня 2011     | Silverdome, Понтіак, Мічиган                        | Виграв титули WBA Fedelatin, WBC USA & International у важкій вазі . |
| Перемога                                                                                            | 19–1–1 | Рамон Хаєс       | KO     | 1 (8)   | 2:08 | 11 листопада 2010 | Corona Theatre, Монреаль, Квебек                    |                                                                      |
| Перемога                                                                                            | 18–1–1 | Джеррі Батлер    | KO     | 7 (8)   | 1:34 | 31 жовтня 2009    | Treasure Island Hotel & Casino, Лас-Вегас, Невада   |                                                                      |
| Нічия                                                                                               | 17–1–1 | Чарльз Девіс     | MD     | 6       |      | 29 квітня 2009    | Scottrade Center, Сент-Луїс, Міссурі                |                                                                      |
| Перемога                                                                                            | 17–1   | Роберт Гокінс    | UD     | 8       |      | 14 лютого 2009    | BankAtlantic Center, Санрайз, Флорида               |                                                                      |
| Перемога                                                                                            | 16–1   | Ліл Макдовел     | KO     | 1 (8)   | 2:43 | 20 грудня 2008    | Hallenstadion, Цюрих                                |                                                                      |
| Перемога                                                                                            | 15–1   | Бред Грегорі     | TKO    | 1 (8)   | 2:35 | 11 липня 2008     | Uniprix Stadium, Монреаль, Квебек                   |                                                                      |
| Перемога                                                                                            | 14–1   | Джіммі Гайнес    | KO     | 1 (8)   | 2:08 | 27 березня 2008   | Scottrade Center, Сент-Луїс, Міссурі                |                                                                      |
| Перемога                                                                                            | 13–1   | Едвард Гутьєрес  | TKO    | 1 (8)   | 2:58 | 6 жовтня 2007     | Медісон-сквер-гарден, Нью-Йорк                      |                                                                      |
| Поразка                                                                                             | 12–1   | Деметріс Кінг    | TKO    | 4 (8)   | 1:59 | 7 липня 2007      | Webster Bank Arena, Бріджпорт, Конектикут           |                                                                      |
| Перемога                                                                                            | 12–0   | Ерл Ладсон       | KO     | 3 (8)   | 2:10 | 28 квітня 2007    | Foxwoods Resort Casino, Конектикут                  |                                                                      |
| Перемога                                                                                            | 11–0   | Джон Кларк       | TKO    | 1 (6)   | 2:59 | 2 березня 2007    | Belterra Casino & Resort, Белтерра, Індіана         |                                                                      |
| Перемога                                                                                            | 10–0   | Гарольд Сконіерс | KO     | 1 (6)   | 2:05 | 3 лютого 2007     | Silver Spurs Arena, Кіссіммі, Флорида               |                                                                      |
| Перемога                                                                                            | 9–0    | Отіс Міллс       | TKO    | 1 (6)   | 1:48 | 6 січня 2007      | Seminole Hard Rock Hotel & Casino, Голівуд, Флорида |                                                                      |
| Перемога                                                                                            | 8–0    | Чарльз Браун     | KO     | 2 (6)   | 2:03 | 7 жовтня 2006     | Allstate Arena, Росемонт, Іллінойс                  |                                                                      |
| Перемога                                                                                            | 7–0    | Франклін Лавренс | TKO    | 1 (4)   | 0:57 | 8 липня 2006      | Savvis Center, Сент-Луїс, Міссурі                   |                                                                      |
| Перемога                                                                                            | 6–0    | Маркус Діар      | TKO    | 3 (4)   | 2:44 | 8 квітня 2006     | Thomas & Mack Center, Лас-Вегас, Невада             |                                                                      |
| Перемога                                                                                            | 5–0    | Джон Тарлінгтон  | TKO    | 1 (4)   | 2:23 | 7 січня 2006      | Медісон-сквер-гарден, Нью-Йорк                      |                                                                      |
| Перемога                                                                                            | 4–0    | Джеймс Гаррісон  | TKO    | 1 (4)   | 1:16 | 1 грудня 2005     | The Plex, Північний Чарлестон, Південна Кароліна    |                                                                      |
| Перемога                                                                                            | 3–0    | Гарі Лавендер    | TKO    | 1 (4)   | 2:32 | 27 жовтня 2005    | The Plex, Північний Чарлестон, Південна Кароліна    |                                                                      |
| Перемога                                                                                            | 2–0    | Бенні Бланд      | TKO    | 1 (4)   | 1:02 | 9 вересня 2005    | The Frosted Mug, Моргантаун, Західна Вірджинія      |                                                                      |
| Перемога                                                                                            | 1–0    | Рой Метьюс       | TKO    | 1 (4)   | 1:26 | 29 липня 2005     | The Plex, Північний Чарлестон, Південна Кароліна    |                                                                      |